# Forma del corpo umano

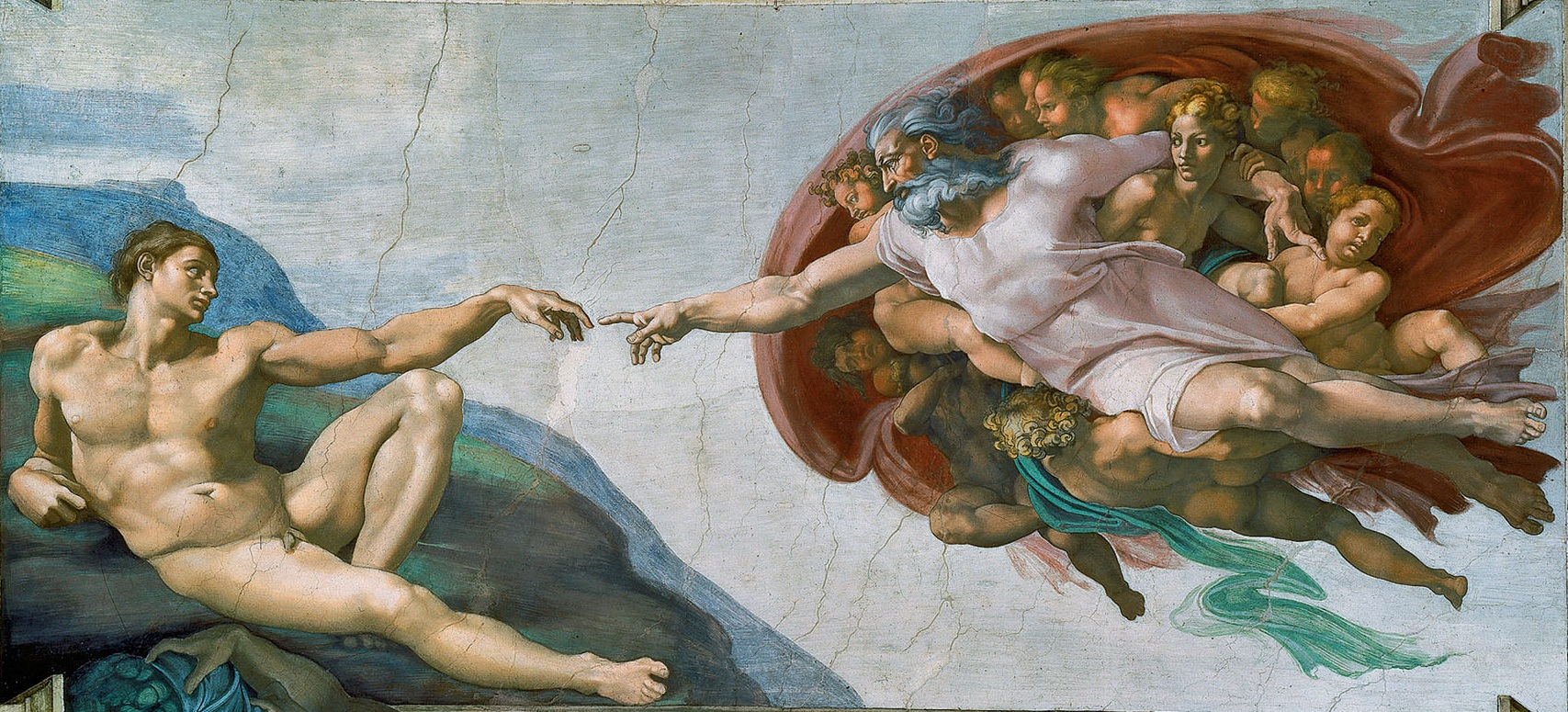
La Creazione di Adamo (1511) di Michelangelo Buonarroti (Cappella Sistina).

La forma del corpo umano è il risultato dell'interazione di fenomeni complessi con funzioni particolari e sofisticate. La forma generale di una persona è definita principalmente dalla sua struttura scheletrica, così come dalla distribuzione di muscoli e grasso; la struttura ossea cresce a cambia fino a quando un essere umano non diventa adulto e rimane poi sostanzialmente invariata per il resto della sua vita.

## Modifiche durante la pubertà
Con la pubertà si verifica una sempre più marcata differenziazione (virilizzazione) del corpo maschile da quello femminile, ai fini della riproduzione sessuata. 
Nell'uomo adulto la massa muscolare può cambiare a causa dell'esercizio fisico, mentre la distribuzione del grasso può variare a causa di fluttuazioni ormonali. I geni ereditari svolgono un ruolo importante nello sviluppo della forma corporea.

### Tratti del viso
Grazie all'azione del testosterone i maschi sviluppano le seguenti caratteristiche facciali ossee durante la pubertà: l'osso della fronte ed il mento più prominente, la mascella più pesante e il ponte superiore del naso più grosso. Ora, poiché le femmine contengono in sé all'incirca solamente un decimo della quantità di testosterone posseduta dai maschi, queste caratteristiche non si sviluppano nella stessa misura; i volti femminili sono quindi generalmente più simili a quelli dei bambini.

### Struttura scheletrica
Lo scheletro umano incornicia la forma complessiva del corpo e non si altera di molto nel corso della vita adulta; quello maschile è solitamente più alto e con una struttura più pesante.

#### Spalle larghe e petto espanso (nei maschi)
L'ampliamento delle spalle si verifica come parte del processo puberale maschile. L'espansione della gabbia toracica è causata anch'essa dagli effetti del testosterone durante la pubertà; i maschi hanno quindi in genere spalle larghe e torace ampliato, il che permette loro di inalare una maggior quantità d'aria da fornire ai muscoli per ossigenarli rispetto a quanto non accade per le femmine.
| Male pelvis | Female pelvis |
| Confronto tra un bacino maschile (a sinistra) e uno femminile (a destra): le femmine hanno generalmente fianchi più ampi rispetto ai maschi. |               |

#### Fianchi larghi (nelle femmine)
L'ampliamento delle ossa dell'anca si verifica come parte del processo puberale femminile. Gli estrogeni (gli ormoni sessuali predominanti nelle femmine) provoca inoltre un allargamento del bacino, come parte della differenziazione sessuale; le femmine quindi in genere hanno fianchi più larghi, il che permette loro di partorire: poiché il bacino femminile è più piatto, arrotondato e proporzionalmente più grande, la testa del neonato può passare più agevolmente durante il parto.
L'osso sacro nelle femmine è più corto e largo, ed anche rivolto più direttamente verso la parte più posteriore del corpo; questo viene a volte ad influire sul modo di camminare e sull'andatura. Dopo la pubertà i fianchi femminili sono generalmente più larghi delle spalle; i maschi invece mostrano la configurazione opposta, con spalle più larghe rispetto ai fianchi.

### Distribuzione di grasso, muscoli e tessuti
La forma del corpo è influenzata dalla distribuzione del grasso, il che è correlato ai livelli di ormoni sessuali che si posseggono.

#### Distribuzione dei grassi

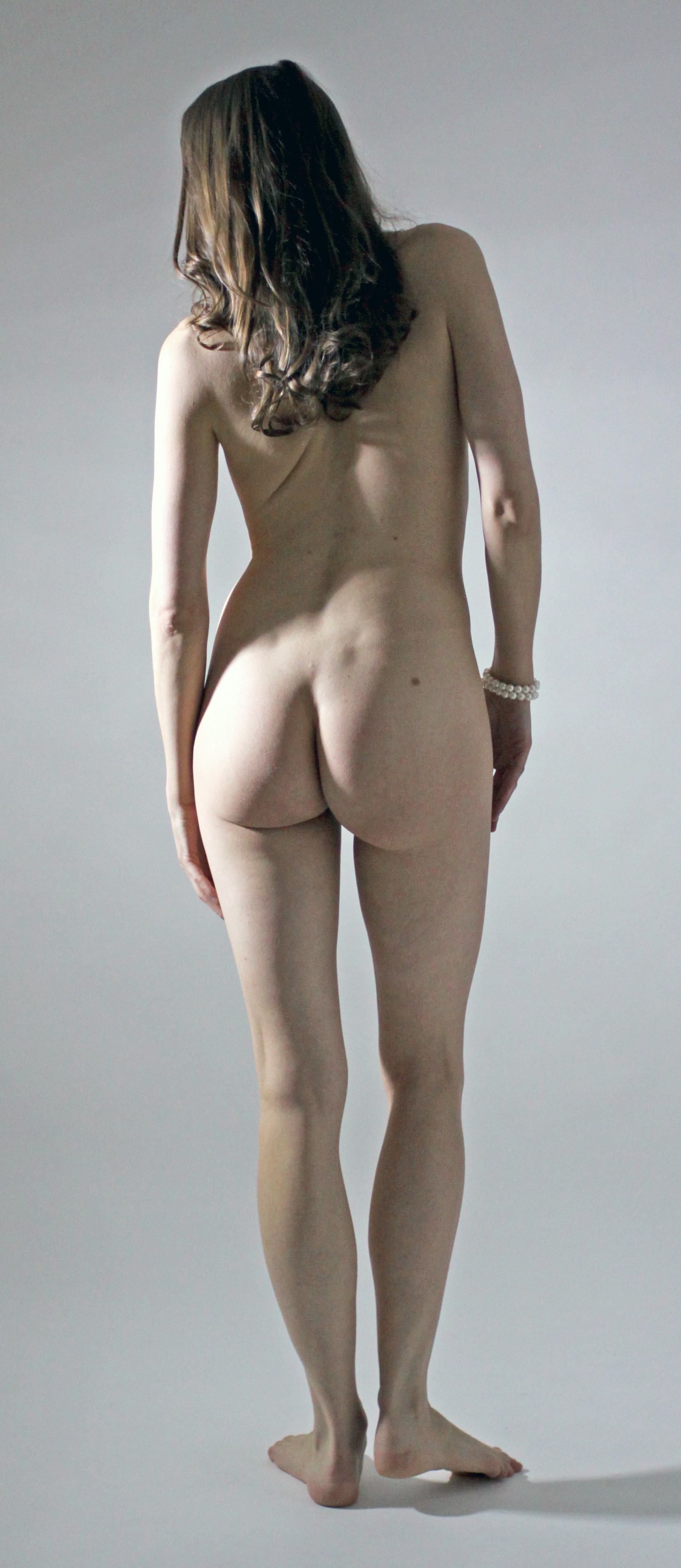
La vista posteriore di una donna adulta nuda con larghezza dell'anca pronunciata e glutei grandi, entrambi tipicamente associati al fisico femminile

L'estrogeno fa sì che il grasso venga immagazzinato nei glutei, nelle cosce e nei fianchi nelle femmine. Quando le femmine raggiungono la menopausa e gli estrogeni prodotti dalle ovaie diminuiscono, il grasso migra dai glutei, dai fianchi e dalle cosce alla vita. Successivamente il grasso viene immagazzinato nella pancia, simile agli uomini. Quindi le femmine hanno generalmente una vita relativamente stretta e glutei grandi, e questo, insieme ai fianchi larghi, crea una sezione dell'anca più ampia e un rapporto vita-fianchi inferiore rispetto agli uomini.

#### Seni
Le femmine si vedono il proprio seno ampliato a causa della messa in funzione delle ghiandole mammarie, che si sviluppano dalla pubertà in poi a loro volta a causa degli effetti degli estrogeni. Le ghiandole mammarie non contengono tessuto muscolare; la forma del seno femminile è influenzato dall'età, da fattori genetici del soggetto e dal peso corporeo.

## Effetto su postura e andatura
La forma corporea ha effetti sia sulle posture assunte che sul tipo di andatura.

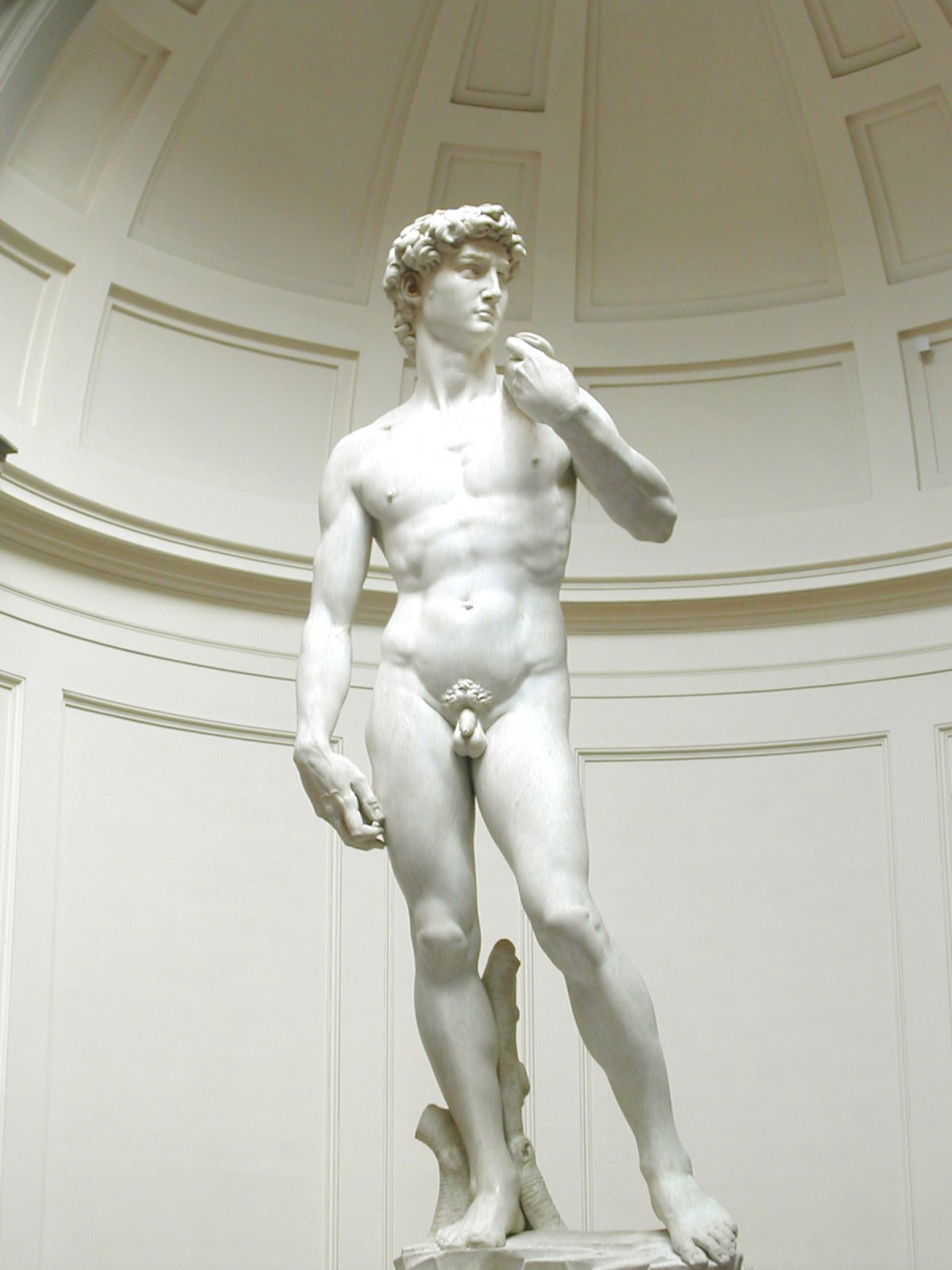
Il dorso maschile a V come ideale di bellezza rappresentato nel David di Michelangelo (Galleria degli Uffizi)

## Terminologie
Le classificazioni delle dimensioni del corpo femminile si basano principalmente sulla circonferenza di busto-vita-fianchi. Molti termini sono usati per descrivere i tipi di forma del corpo umano, tra cui:
1. Forma a V - i maschi tendono ad avere i glutei e la circonferenza dei fianchi proporzionalmente più piccoli, torace più ampio e spalle più larghe; ciò dà al tronco la caratteristica forma a V.
2. Forma a clessidra - il corpo femminile è significativamente più stretto in vita, sia visto di profilo che frontalmente. La vita è inoltre più stretta della regione toracica ampliata dalle mammelle, e più stretta della regione dell'anca a causa della larghezza dei glutei; il tutto i traduce in una forma a clessidra.
3. Forma a mela - La regione dello stomaco è più ampia rispetto alla sezione dell'anca; caratteristica questa che si vede soprattutto nei maschi.
4. Forma a pera/cucchiaio/campana - La sezione dell'anca è più larga della parte immediatamente superiore del corpo; caratteristica questa che si vede soprattutto nelle femmine.[11]